# CONSOB
La CONSOB (acronimo di Commissione nazionale per le società e la borsa) è un'autorità amministrativa indipendente dotata di autonoma personalità giuridica e piena autonomia operativa; istituita con la Legge 7 giugno 1974, n. 216,  divenne operativa dal luglio dell'anno successivo. È l'organo di controllo del mercato finanziario italiano.

## Storia
Prima dell'istituzione della CONSOB, ad avere le funzioni di vigilanza sul mercato borsistico e mobiliare in genere era il Ministero del tesoro, ovvero un organo non indipendente ma facente parte integrante del potere esecutivo: la CONSOB nacque per creare un'autorità dotata di competenza tecnica, alta specializzazione e capacità di prontezza nelle decisioni.
La legge del 1974 istituiva la CONSOB quale organo di vigilanza sulle società quotate in borsa e sui fondi mobiliari; divenne operativa in data 23 luglio 1975.
Con la legge n. 77 del 1983, la CONSOB acquisiva invece pieno controllo su tutte le operazioni riguardanti il risparmio pubblico. Con la legge n. 281 del 1985, veniva aumentata la sua autonomia e indipendenza. Ulteriori poteri di controllo venivano conferiti con la legge n.1 del 1991, in relazione alle Sim e al contrasto del fenomeno dell'insider trading. Grazie a questi interventi legislativi, e ancora più a seguito dell'emanazione del decreto legislativo n. 58/1998 (Testo unico delle disposizioni in materia di intermediazione finanziaria, TUF), l'autorità acquisiva un più marcato peso istituzionale, esercitando un più vasto controllo sull'intero mercato mobiliare.
Nel 2017 è stato istituito presso la CONSOB l'Arbitro per le controversie finanziarie (ACF).

## Descrizione

### Funzioni
In relazione alle attribuzioni stabilite dalla legge, la CONSOB:
- regolamenta la prestazione dei servizi di investimento, gli obblighi informativi delle società quotate e le offerte al pubblico di prodotti finanziari;
- autorizza la pubblicazione dei prospetti informativi relativi ad offerte pubbliche di vendita e dei documenti d'offerta concernenti offerte pubbliche di acquisto; l'esercizio dei mercati regolamentati; le iscrizioni agli albi di settore;
- vigila sulle società di gestione dei mercati e sulla trasparenza e l'ordinato svolgimento delle negoziazioni, nonché sulla trasparenza e correttezza dei comportamenti degli intermediari;
- sanziona direttamente i soggetti vigilati;
- controlla le informazioni fornite al mercato dalle società quotate e da chi promuove offerte al pubblico di strumenti finanziari, nonché le informazioni contenute nei documenti contabili delle società quotate;
- accerta eventuali andamenti anomali delle contrattazioni su titoli quotati e compie ogni altro atto di verifica di violazioni delle norme in materia di manipolazione del mercato (fattispecie oggi applicabile in caso di società quotate), abuso di informazioni privilegiate (insider trading) e di aggiotaggio;
- ordina ai fornitori di servizi di connettività Internet di inibire l’accesso dall’Italia ai siti web tramite cui vengono offerti servizi finanziari senza la dovuta autorizzazione.

Al fine di svolgere i suoi compiti istituzionali, la Commissione si avvale di una struttura organizzativa di oltre seicento fra impiegati e funzionari, divisi fra la sede principale di Roma e la sede operativa secondaria di Milano.

### Organizzazione finanziaria
La CONSOB determina annualmente l'ammontare delle contribuzioni dovute dai soggetti sottoposti alla sua vigilanza. Le entrate contributive rappresentano la principale fonte di finanziamento delle spese di funzionamento della Commissione.
Le categorie di soggetti sottoposti a vigilanza che versano annualmente il contribuito sono:
- Banche, Sim e Imprese di investimento
- Società di gestione del risparmio
- Internalizzatori di regolamento
- Gestori collettivi
- Ideatori di Priips
- Soggetti che pubblicano le Dichiarazioni non finanziarie
- Emittenti strumenti finanziari quotati nei mercati regolamentati
- Emittenti strumenti finanziari negoziati nei sistemi multilaterali di negoziazione
- Emittenti titoli diffusi
- Soggetti con documentazione di offerta/quotazione
- Società di revisione e revisori legali
- Borsa italiana
- Mts
- Monte Titoli
- Cassa di compensazione e garanzia
- Gestori di sistemi multilaterali di negoziazione e di sistemi organizzati di negoziazione
- Internalizzatori sistematici
- Internalizzatori di regolamento
- Gestori di mercati esteri
- Gestori di portali per la raccolta di capitali per le piccole e medie imprese e per le imprese sociali
- Gestori di servizi di diffusione e di meccanismi di stoccaggio delle informazioni regolamentate
- Organismo Consulenti finanziari

### Organizzazione istituzionale
La Commissione nazionale per le società e la borsa è composta di un presidente e di quattro membri, scelti tra persone di specifica e comprovata competenza ed esperienza e di indiscussa moralità, nominati con decreto del presidente della Repubblica su proposta del presidente del Consiglio dei Ministri, previa deliberazione del Consiglio stesso. In precedenza, essi duravano in carica cinque anni e potevano essere confermati una sola volta, mentre adesso la legge del 28 febbraio 2008, n. 31, ha stabilito in sette anni (senza possibilità di riconferma) la durata in carica dei membri della Commissione.
Attualmente la Commissione è composta dal presidente prof. Paolo Savona e dai commissari prof.ssa Chiara Mosca, dott. Carlo Comporti, dott. Federico Cornelli e dott.ssa Gabriella Alemanno.
Il precedente presidente, Mario Nava, nominato il 9 aprile 2018, si è dimesso il 13 settembre successivo.
Dal 1º luglio 2023, direttore generale di CONSOB è Luca Giuseppe Filippa.

### Presidenti
L'elenco dei presidenti della CONSOB dal 1975 a oggi è il seguente:
- Gastone Miconi (1975 – 1980)
- Guido Rossi (1981 – 1982)
- Vincenzo Milazzo (1983 – 1984)
- Franco Piga (1984 – 1990)
- Bruno Pazzi (1990 – 1992)
- Enzo Berlanda (1992 – 1997)
- Tommaso Padoa-Schioppa (1997 – 1998)
- Luigi Spaventa (15 maggio 1998 – 30 giugno 2003)
- Lamberto Cardia (30 giugno 2003 – 18 novembre 2010)
  - Vittorio Conti (ad interim)
- Giuseppe Vegas (15 dicembre 2010 - 14 dicembre 2017)
- Mario Nava (9 aprile 2018 – 13 settembre 2018[6])
- Paolo Savona (20 marzo 2019 – in carica)